# Cayratia roxburghii
Cayratia roxburghii är en vinväxtart som beskrevs av Gagnepain. Cayratia roxburghii ingår i släktet Cayratia och familjen vinväxter. Inga underarter finns listade i Catalogue of Life.